# Clube de Desportos Maxaquene
Le Clube de Desportos da Maxaquene est un club omnisports mozambicain basé à Maputo.

## Historique
- 1920 : fondation du club sous le nom de Sporting Clube de Lourenço Marques
- 1976 : le club est renommé Sporting Clube de Maputo
- 1978 : le club est renommé Clube de Desportos da Maxaquene

## Palmarès

### Football
- Championnat du Mozambique (5)
  - Champion : 1984, 1985, 1986, 2003, 2012

- Coupe du Mozambique (9)
  - Vainqueur : 1978, 1982, 1986, 1987, 1994, 1996, 1998, 2001,  2010
  - Finaliste : 1990, 1991, 1995

- Supercoupe du Mozambique (3)
  - Vainqueur : 1985, 2004, 2011
  - Finaliste : 1997, 2002, 2013

### Basket-ball
Hommes
- Coupe d'Afrique des clubs champions de basket-ball (1)
  - Vainqueur : 1985

Femmes
- Coupe d'Afrique féminine des clubs champions de basket-ball (1)
  - Vainqueur : 1991
  - Finaliste : 1993

## Anciens joueurs

### Football
- Eusébio
- Hilário
- Mário Coluna